# Liste der Monuments historiques in Montlieu-la-Garde
Die Liste der Monuments historiques in Montlieu-la-Garde führt die Monuments historiques in der französischen Gemeinde Montlieu-la-Garde auf.

## Liste der Objekte
| Bezeichnung                                                                           | Beschreibung                             | Standort                                 | Kennzeichnung | Schutzstatus | Datum | Bild |
| ------------------------------------------------------------------------------------- | ---------------------------------------- | ---------------------------------------- | ------------- | ------------ | ----- | ---- |
| Votivgabe: Modell eines Schiffes                                                      | Holz, 1859                               | in der Kirche Notre-Dame-de-l’Assomption | PM17000580    | Classé       | 1990  |      |
| Prozessionskreuz                                                                      | Kupfer, versilbert, 18. Jahrhundert      | im Altersheim                            | PM17001863    | Inscrit      | 1999  |      |
| Gemälde auf Holz: Apostel Petrus                                                      | 18. Jahrhundert                          | in der Kirche Notre-Dame-de-l’Assomption | PM17001862    | Inscrit      | 1999  |      |
| Ölgemälde mit Holzrahmen: Kreuzigung                                                  | 19. Jahrhundert                          | in der Kirche Notre-Dame-de-l’Assomption | PM17001978    | Inscrit      | 2003  |      |
| Ölgemälde mit Holzrahmen: Kreuzabnahme                                                | 19. Jahrhundert                          | in der Kirche Notre-Dame-de-l’Assomption | PM17001979    | Inscrit      | 2003  |      |
| Hauptaltar mit Tabernakel                                                             | Stein, polychrom gefasst, 1757           | in der Kirche St-Gilles                  | PM17000214    | Classé       | 1980  |      |
| Gemälde auf Holz: Heiliger Laurentius                                                 | 18. Jahrhundert                          | in der Kirche Notre-Dame-de-l’Assomption | PM17001861    | Inscrit      | 1999  |      |
| Tabernakel                                                                            | Holz, polychrom gefasst, 18. Jahrhundert | in der Kapelle St-Vivien                 | PM17001977    | Inscrit      | 2003  |      |
| Zwei Altäre, zwei Retabeln, zwei Skulpturen: Madonna mit Kind und Heiliger Laurentius | Stein, 1757                              | in der Kirche St-Gilles                  | PM17000215    | Classé       | 1990  |      |